# 17 avril
Pour les articles homonymes, voir Dix-Sept-Avril.
17 mars 17 mai
Chronologies thématiques
- Croisades
- Ferroviaires
- Sports
- Disney
- Anarchisme
- Catholicisme

Abréviations / Voir aussi
- (° 1852) = né en 1852
- († 1885) = mort en 1885
- a.s. = calendrier julien
- n.s. = calendrier grégorien
- Calendrier
- Calendrier perpétuel
- Liste de calendriers
- Naissances du jour

Le 17 avril est le 107e jour, moins souvent le 108e, de l'année du calendrier grégorien ; il en reste ensuite 258.
Son équivalent était généralement le 28e jour du mois de germinal dans le calendrier républicain ou révolutionnaire français, officiellement dénommé jour de la pensée (la plante et sa fleur, leurs cousines les violettes étant plutôt consacrées les 8 ventôse en hivers boréaux).

## Événements

### XIIesiècle
- 1182 : le roi de France Philippe II (l') Auguste expulse les Juifs régnicoles de ses États et confisque tous leurs biens.

### XIIIesiècle
- 1211 : le comte de Toulouse Raimond VI est excommunié par le pape Innocent III.

### XVesiècle
- 1436 : après plusieurs jours de combats de rue, Paris est reprise par les forces françaises et la garnison britannique autorisée à partir pour Rouen.
- 1492 : signature des capitulations de Santa Fe, permettant à Christophe Colomb de traverser l'océan Atlantique.Giovanni da Verrazzano

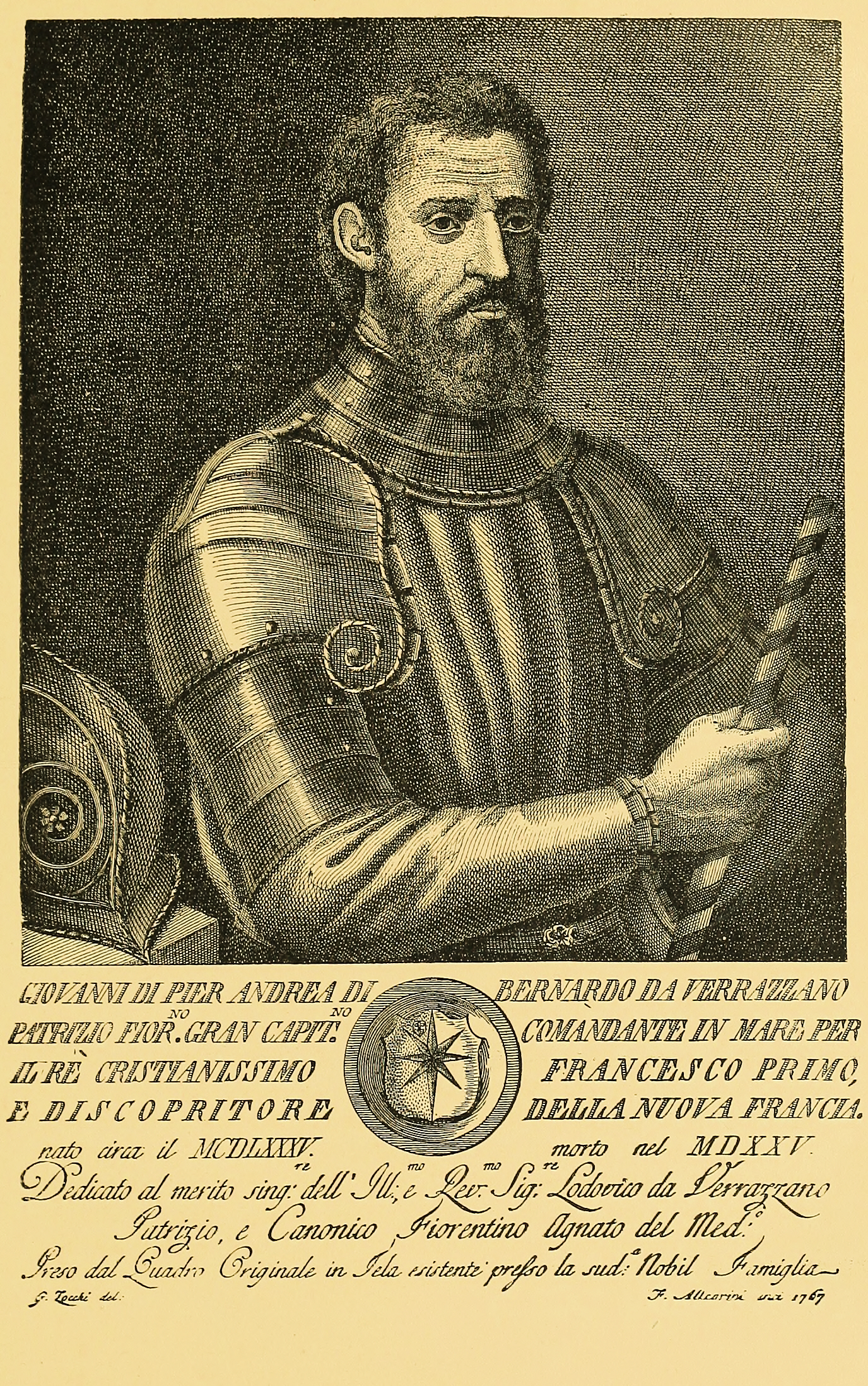
Giovanni da Verrazzano

### XVIesiècle
- 1524 : le Florentin Giovanni da Verrazzano atteint la baie de la future New York pour le roi de France François Ier.

### XVIIIesiècle
- 1764 : funérailles de Jeanne Antoinette Poisson, marquise de Pompadour[2].
- 1797 : traité de Leoben entre la République française et l'Archiduché d'Autriche (Pâques véronaises).

### XIXesiècle
- 1825 : le roi de France Charles X concède « l'indépendance pleine et entière » à Haïti, l'ex-colonie d'esclaves française, moyennant une somme de 150 millions de francs-or, soit 18 milliards de dollars actuels (la somme sera ramenée en 1838 à 90 millions de francs).
- 1895 : signature du traité de Shimonoseki, qui met fin à la guerre sino-japonaise de 1894-1895.
- 1897 : incident d'Aurora, consistant en la prétendue chute d'un vaisseau extraterrestre et la mort de son pilote à Aurora, au Texas.

### XXesiècle
- 1912 : massacre de la Léna, en Sibérie.
- 1918 : bataille de Merckem qui voit la victoire de l'armée belge contre l'Empire allemand (Première Guerre mondiale).
- 1941 : la Yougoslavie capitule devant l'Allemagne (Seconde Guerre mondiale).
- 1944 : rafle du quartier Quadraro (it) à Rome (Seconde Guerre mondiale).
- 1946 : la Syrie obtient son indépendance totale.
- 1948 : résolution no 46 du Conseil de sécurité des Nations unies, relative à la question palestinienne.
- 1956 : dissolution du Kominform, en URSS post-stalinienne.
- 1961 : opération de la « Baie des Cochons » à Cuba.
- 1969 : Alexander Dubček, premier secrétaire du Parti communiste de la Tchécoslovaquie, est déposé, à la suite des évènements du Printemps de Prague de 1968.
- 1975 : les Khmers rouges prennent Pnom Penh au Cambodge.
- 1982 : la reine d'Angleterre Élisabeth II proclame à Ottawa (Canada) le « rapatriement » de la Constitution canadienne de 1982 et la charte canadienne des droits et libertés.
- 1984 : la policière Yvonne Fletcher qui surveillait une manifestation devant l'ambassade de la Jamahiriya arabe libyenne à Londres (Royaume-Uni) est tuée par des tirs venus dudit bâtiment, cet événement causant la rupture des relations diplomatiques entre le Royaume-Uni et la Libye.

### XXIesiècle
- 2014 : l’élection présidentielle algérienne atteint officiellement 51,7 % de participation et Abdelaziz Bouteflika est réélu à 81,53 % des voix pour un quatrième mandat.
- 2017 : le « oui » emporte une courte victoire au référendum constitutionnel en Turquie.
- 2019 : une élection présidentielle a lieu afin d'élire pour cinq ans le président et le vice-président d'Indonésie et des élections législatives ont lieu simultanément pour la première fois.
- 2021 : funérailles de Philip Mountbatten ex-"Battenberg" laissant veuve la reine Elizabeth II du Royaume-Uni.
- 2024 :
  - en Azerbaïdjan, annonce du retrait des forces russes du Haut-Karabakh[3].
  - en Croatie, les élections législatives ont lieu afin de renouveler les 151 sièges du Parlement. Victoire en demi-teinte pour l'Union démocratique croate (HDZ) du Premier ministre Andrej Plenković[4].
  - aux Îles Salomon, le Parti de la propriété, de l’unité et de la responsabilité, dirigé par le Premier ministre Manasseh Sogavare remporte le plus grand nombre de sièges aux élections générales, mais n’obtient pas la majorité[5].

## Arts, culture et religion
- 1521 : Martin Luther convoqué par la diète de Worms (Allemagne) est mis au ban de l'Empire.
- 1607 : Armand Jean du Plessis de Richelieu est nommé évêque de Luçon.
- 1891 : une plaque commémorative poétique ou humoristique, présente en plusieurs villes comme Sélestat (Bas-Rhin), Le Havre (Seine-Maritime), Gemeaux (Côte-d'Or), Deshaies (Guadeloupe), Garnerans (Ain), Lautrec (Tarn)… porte la mention « ICI/le/17 avril 1891/il/ne se passa/strictement /RIEN ». On peut même l’acquérir sur des sites d’e-commerce[6].
- 1937 : Sortie du court métrage Porky's Duck Hunt de Tex Avery, marquant la naissance de Daffy Duck.
- 1967 : plaque faussement commémorative poétique et/ou humoristique absurde voire satirique « Ici, le 17 avril 1967, il ne s'est  rien passé » apposée 52 rue de Charenton à Paris 12e[7] (voir photographie ci-après in fine).

## Sciences et techniques

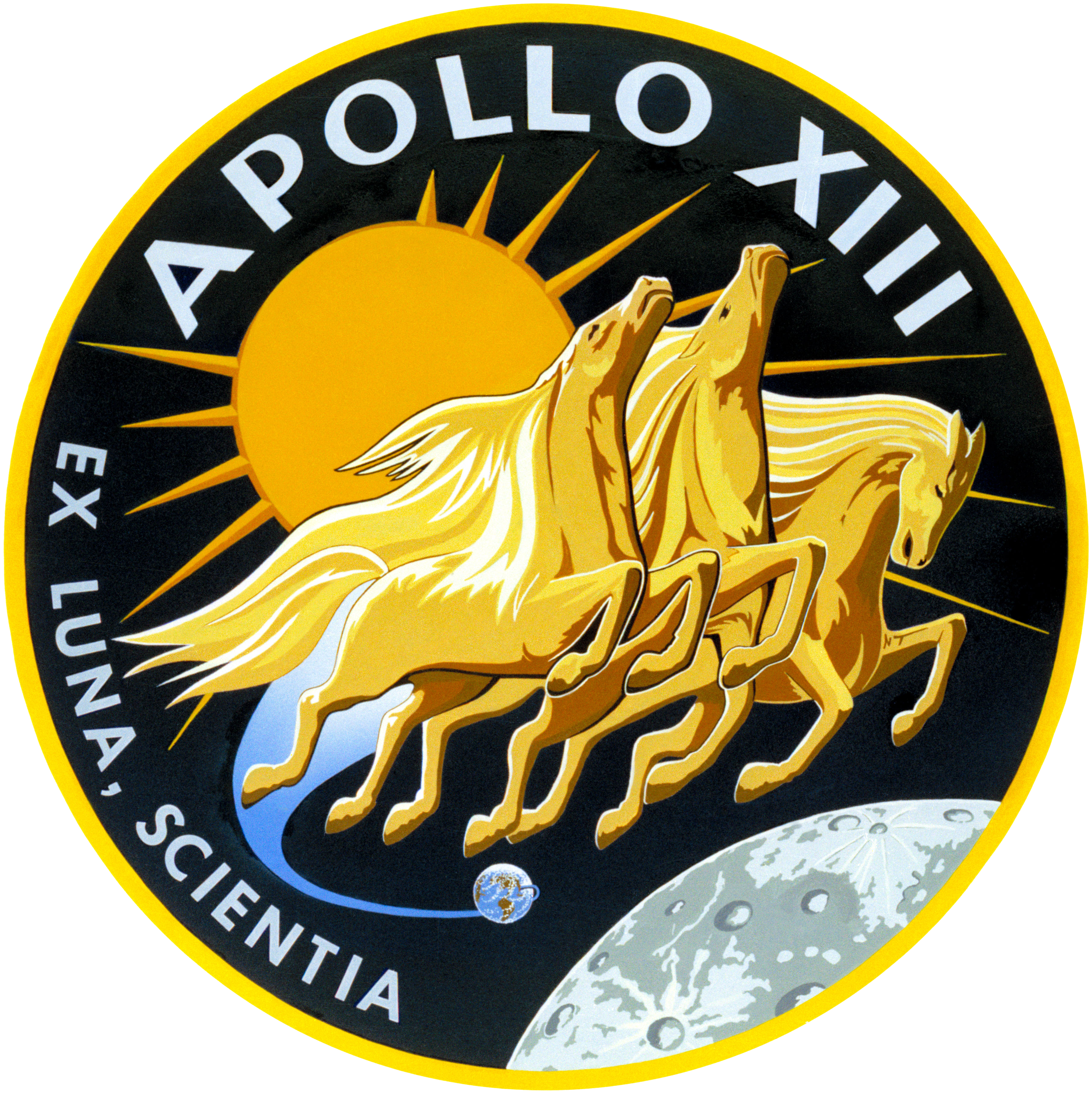
Insigne de la mission "Apollo 13"

- 1784 : l'astronome William Herschel découvre plusieurs galaxies (NGC 4216, NGC 4267, NGC 4387, NGC 4388, NGC 4775 et NGC 4981) dans la constellation de la Vierge.
- 1933 : le prix Nobel de physique James Franck, visé par la loi allemande sur la restauration de la fonction publique du 7 avril 1933, démissionne de son poste de l'université de Göttingen.
- 1970 : retour sur Terre de la mission Apollo 13.
- 2014 : annonce de la découverte de Kepler-186 f, exoplanète de taille terrestre située dans la zone habitable de son étoile.
- 2019 : annonce de la première détection d'hydrure d'hélium — qui pourrait être le premier composé à s'être formé dans l'univers — en milieu interstellaire (dans la nébuleuse planétaire NGC 7027).

## Économie et société
- 1790 : l'assignat reçoit un cours légal en France.
- 1958 : ouverture d'une exposition universelle à Bruxelles en Belgique.
- 1964 : Ford présente sa Mustang à la foire mondiale de New York[8].
- 2013 : légalisation du mariage homosexuel en Nouvelle-Zélande.

## Naissances

### XIIIesiècle
- 1277 : Michel IX Paléologue, coempereur byzantin († 12 octobre 1320).

### XVesiècle
- 1475 : Jean de Selve, homme politique français, premier président du Parlement de Paris († 10 décembre 1529).

### XVIIesiècle
- 1620 : Marguerite Bourgeoys, religieuse d’origine française, fondatrice de la Congrégation de Notre-Dame de Montréal († 12 janvier 1700).
- 1670 : Dorothea von Velen, pionnière de la défense des droits des femmes († 21 août 1732).

### XVIIIesiècle
- 1734 : Taksin, général puis roi de Thaïlande († 6 avril 1782).
- 1750 : Nicolas François de Neufchâteau, poète et académicien français († 10 janvier 1828).
- 1756 : Konrad Mannert, historien et géographe allemand († 27 septembre 1834).
- 1768 : Nicolas Rouppe, premier bourgmestre de Bruxelles de la Belgique indépendante († 3 août 1838).
- 1794 : Carl Friedrich Philipp von Martius, botaniste et explorateur allemand († 13 décembre 1868).

### XIXesiècle
- 1813 : 
  - Julius Frauenstädt, écrivain et philosophe allemand († 13 janvier 1879).
  - Susan Fenimore Cooper, écrivaine et philanthrope américaine († 31 décembre 1894).
- 1833 : Jean-Baptiste Accolay, violoniste et compositeur belge († 19 août 1900).
- 1837 : John Pierpont Morgan, financier, collectionneur d'art et philanthrope américain († 31 mars 1913).
- 1842 : Maurice Rouvier, homme politique français († 7 juin 1911).
- 1871 : Joseph Pinchon, dessinateur français († 20 juin 1953).
- 1878 : Albert Canet, joueur de tennis, dirigeant sportif et ingénieur français († 25 juillet 1930).
- 1879 : Henri Tauzin, athlète français spécialiste du 400 mètres haies († 11 octobre 1918).
- 1880 : Leonard Woolley, archéologue britannique, spécialiste de la Mésopotamie († 20 février 1960).
- 1882 : Artur Schnabel, pianiste de concert d’origine autrichienne († 15 août 1951).
- 1883 : Maurice Levaillant, poète et critique français († 28 mai 1961).
- 1885 : Karen Blixen (alias Isak Dinesen), femme de lettres danoise († 7 septembre 1962).
- 1889 : Marcel Boussac, industriel français et éleveur de chevaux de courses († 21 mars 1980).
- 1893 : Marguerite Broquedis, joueuse de tennis française, première française championne olympique († 23 avril 1983).
- 1895 : Antonio Locatelli, aviateur, homme politique, écrivain, journaliste, peintre et dessinateur italien († 27 juin 1936).
- 1897 : Thornton Wilder, dramaturge américain († 7 décembre 1975).

### XXesiècle
- 1901 : Jean de Montgascon, homme politique français († 27 décembre 1988).
- 1903 : 
  - Gregor Piatigorsky, violoncelliste de concert et pédagogue russe († 6 août 1976).
  - Morgan Taylor, athlète américain, champion olympique sur 400 m. haies († 16 février 1975).
- 1905 : Arthur Lake, acteur américain († 9 janvier 1987).
- 1909 : 
  - Alain Poher, homme politique français († 9 décembre 1996).
  - Jules Théobald, supercentenaire français (et martiniquais), doyen masculin des Français durant environ deux années († 5 octobre 2021).
- 1911 : Hervé Bazin, écrivain français, ancien président de l'Académie Goncourt († 17 février 1996).
- 1912 : Marta Eggerth, actrice hongroise († 26 décembre 2013).
- 1914 : Evelyn Furtsch, athlète américaine, championne olympique sur 4 x 100 m en 1932 († 5 mars 2015).
- 1915 : 
  - Guy Dufresne, dramaturge et scénariste québécois († 29 juillet 1993).
  - Regina Ghazaryan, peintre arménienne († 6 novembre 1999).
- 1916 : Sirimavo Bandaranaike, femme politique sri lankaise, première ministre du pays à trois reprises († 10 octobre 2000).
- 1918 : William Holden, acteur américain († 16 novembre 1981).
- 1919 : 
  - Gilles Lamontagne, homme politique canadien († 14 juin 2016).
  - Julius Fast, écrivain américain († 16 décembre 2008).
- 1920 : Edmonde Charles-Roux, écrivain français, membre et présidente de l'Académie Goncourt de 2002 à 2014 († 20 janvier 2016).
- 1921 : Éloi de Grandmont, poète, dramaturge et metteur en scène québécois († 25 novembre 1970).
- 1923 :
  - Gianni Raimondi, ténor italien († 19 octobre 2008).
  - Jacques Sternberg, auteur de science-fiction franco-belge († 11 octobre 2006).
- 1925 : 
  - René Moawad, homme politique libanais, président de la République assassiné en 1989 († 22 novembre 1989).
  - Arthur Larsen, joueur de tennis américain († 7 décembre 2012).
- 1926 : 
  - Gerry McNeil, gardien de but de hockey sur glace canadien († 17 juin 2004).
  - Frank Schnabel, fondateur de la Fédération Mondiale de l'Hémophilie ci-après († 1987[9]).
- 1927 :
  - Jacques Noyer, évêque catholique français, évêque émérite d'Amiens († 2 juin 2020).
  - Graziella Sciutti, cantatrice italienne († 9 avril 2001).
- 1928 :
  - Fabien Roy, homme politique québécois.
  - François-Xavier Nguyen Van Thuan, cardinal vietnamien de la curie romaine († 16 septembre 2002).
  - Cynthia Ozick, écrivaine américaine.
- 1929 : James Last, compositeur et chef d’orchestre populaire allemand († 9 juin 2015).
- 1930 :
  - Chris Barber, musicien de jazz britannique († 2 mars 2021).
  - Nélson Couto e Silva Marques Lisboa, basketteur brésilien.
  - Rémy Julienne, cascadeur et concepteur de cascades français († 21 janvier 2021).
  - Venantino Venantini, acteur italien († 9 octobre 2018).
- 1933 : Jean Stout, doubleur vocal français († 10 avril 2012).
- 1934 : Don Kirshner, éditeur de musique et producteur américain († 17 janvier 2011).
- 1937 : Ferdinand Piëch, ingénieur et homme d'affaires allemand d'origine autrichienne († 25 août 2019).
- 1938 : Perrette Pradier, actrice et doubleuse vocale française († 16 janvier 2013).
- 1940 :
  - Claire Bretécher, dessinatrice et scénariste de bandes dessinées française († 10 février 2020).
  - John Downing, photojournaliste britannique († 8 avril 2020).
  - Billy Fury, chanteur britannique († 28 janvier 1983).
- 1942 : Katia Krafft, volcanologue française († 3 juin 1991).
- 1943 : Roger-Gérard Schwartzenberg, homme politique français.
- 1946 : Michèle Richard, chanteuse et actrice québécoise.
- 1948 : 
  - Jan Hammer, compositeur et acteur tchèque.
  - Pekka Vasala, athlète finlandais, champion olympique sur 1500 m.
- 1950 : Gérard Schivardi, personnalité politique française.
- 1951 :
  - Olivia Hussey, actrice argentine.
  - Börje Salming, joueur de hockey sur glace suédois.
- 1952 :
  - Pierre Guité, joueur de hockey sur glace québécois.
  - Željko Ražnatović, chef paramilitaire serbe († 15 janvier 2000).
  - Patrick Roy, animateur français de radio et de télévision († 18 février 1993).
- 1954 :
  - Jørgen Bojsen-Møller, skipper danois champion olympique.
  - Riccardo Patrese, pilote automobile italien.
  - Michael Sembello, guitariste et auteur-compositeur-interprète américain.
- 1955 : Chantal Bertouille, femme politique belge de langue française.
- 1957 :
  - Marc Aillet, évêque catholique français, évêque de Bayonne.
  - Hubert Gardas, escrimeur français champion olympique.
  - Nick Hornby, romancier, essayiste, parolier et scénariste anglais.
  - Zinedine Soualem, acteur français.
- 1958 : Dirk Hafemeister, cavalier allemand, champion olympique († 31 août 2017).
- 1959 :
  - Sean Bean, acteur britannique.
  - Jimmy Mann, joueur de hockey sur glace canadien.
- 1962 : Nancy Hogshead, nageuse américaine, triple championne olympique.
- 1963 : Penny et Vicky Vilagos, nageuses synchronisées canadiennes.
- 1964 :
  - Andreï Borissenko, cosmonaute russe.
  - Ken Daneyko, joueur de hockey sur glace canadien.
  - Maynard James Keenan, chanteur des groupes américains Tool, A Perfect Circle et Puscifer.
  - Rachel Notley, femme politique canadienne.
  - Lela Rochon, actrice américaine.
- 1967 :
  - Henry Ian Cusick, acteur britannico-péruvien.
  - Kimberly Elise, actrice américaine.
  - Marquis Grissom, joueur de baseball américain.
  - Liz Phair, chanteuse américaine.
- 1968 : Éric Lamaze, cavalier canadien.
- 1969 : 
  - Annie Ebrel, chanteuse bretonne, interprète brittophone de kan ha diskan, de gwerzioù et de sonioù, ambassadrice du chant breton en France et à l'étranger.
  - Peter MacLeod, humoriste et animateur de radio québécois.
- 1970 :
  - Christophe Berdos, arbitre international de rugby à XV.
  - Redman (Reginald Noble dit), rappeur américain.
  - Tami Roman, actrice américaine.
  - Catherine Sénart, actrice québécoise.
- 1972 :
  - Gary Bennett, joueur de baseball américain.
  - Jennifer Garner, actrice américaine.
- 1974 :
  - Mikael Åkerfeldt, chanteur du groupe suédois Opeth.
  - Victoria Beckham, chanteuse britannique.Frederik Magle

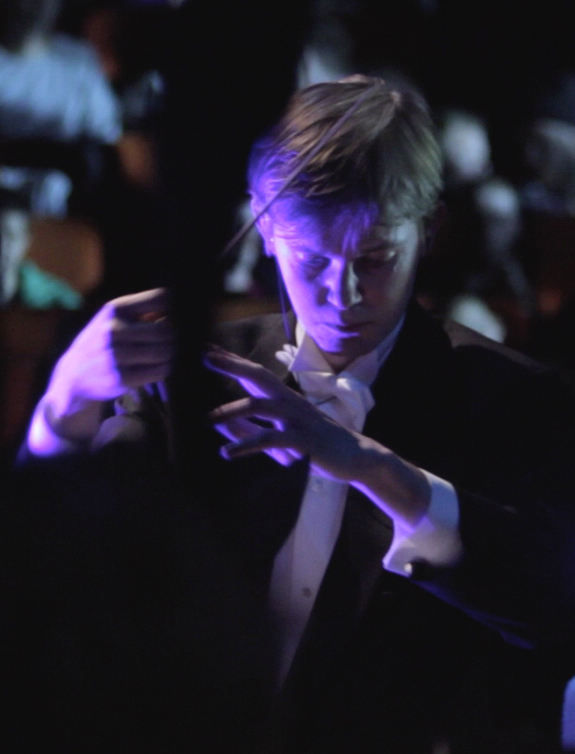
Frederik Magle

- 1976 : Maïwenn (Maïwenn Le Besco dite), actrice et réalisatrice française de cinéma.
- 1977 :
  - Chad Hedrick, patineur de vitesse américain.
  - Frederik Magle, compositeur, organiste, pianiste et improvisateur danois.
- 1979 : Eric Brewer, défenseur de hockey sur glace canadien.
- 1984 :
  - Jazmine Cashmere, actrice pornographique américaine.
  - Emmanuel Ceysson, harpiste français.
  - Jed Lowrie, joueur de baseball professionnel américain.Jo-Wilfried Tsonga
- 1985 :
  - Rooney Mara, actrice américaine.

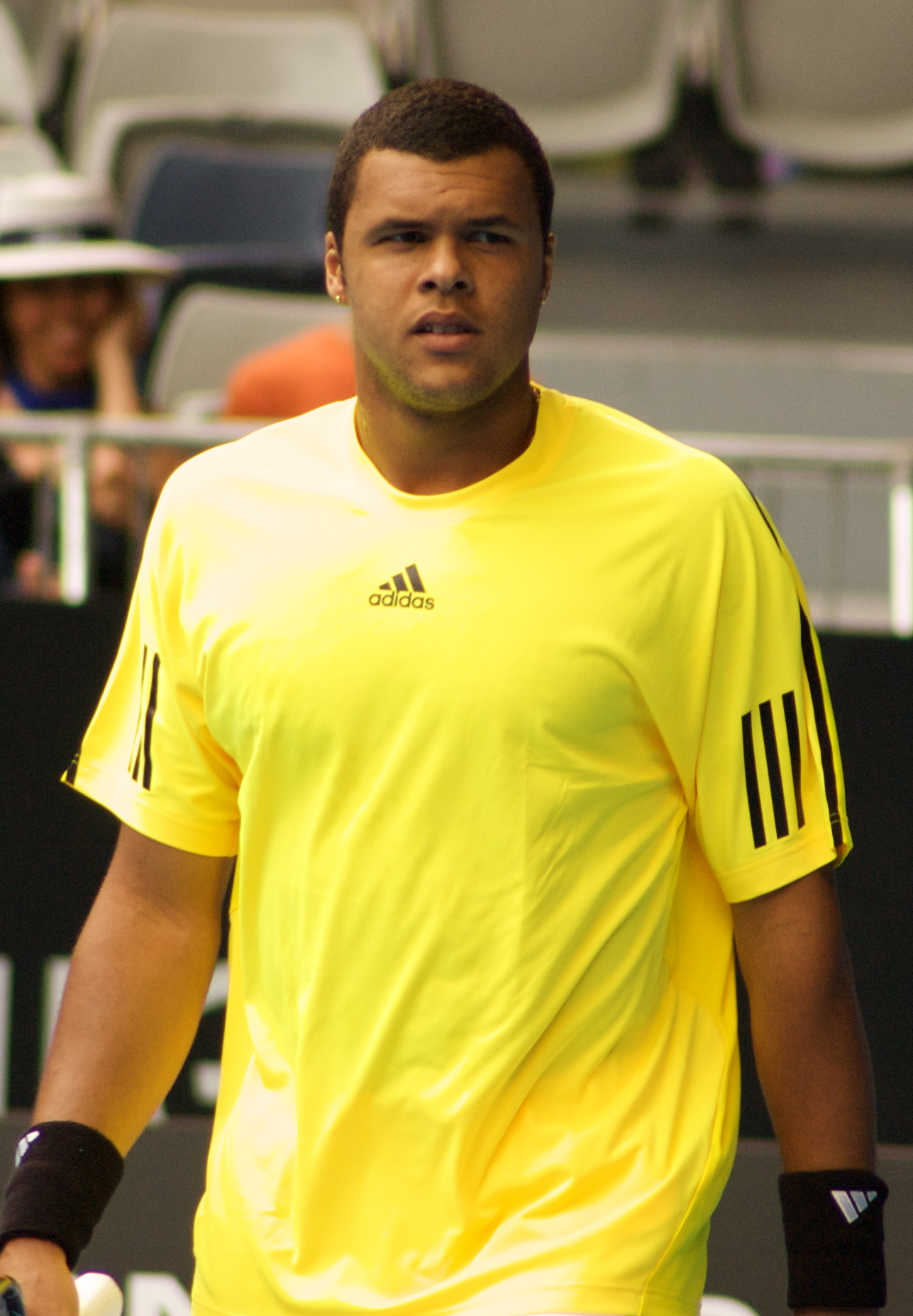
Jo-Wilfried Tsonga

  - Jo-Wilfried Tsonga, joueur de tennis français.
- 1986 : Romain Grosjean, pilote automobile français.
- 1987 : 
  - Mehdi Benatia, footballeur marocain.
  - Sophie Cordelier, céiste française.
- 1990 : Valère Germain, joueur de football français.
- 1991 :
  - Cleanthony Early, basketteur américain.
  - Maël Lebrun, basketteur français.
- 1994 : Yang Hong-seok, chanteur sud-coréen du boy group Pentagon.
- 1995 : Joy Sunday, actrice américaine.
- 1998 : Jules Benchetrit, acteur français.
- 2000 : Majda Chebaraka, nageuse algérienne.

## Décès

### IVesiècle
- 326 ou 328 : Alexandre d'Alexandrie, patriarche d'Alexandrie (° v. 250).

### Vesiècle
- 485 : Proclus, philosophe grec (° 412).

### VIIesiècle
- 617 : Donan d'Eigg, moine écossais, brûlé vif dans le nord-ouest de l'Écosse avec 150 compagnons (° inconnue).

### IXesiècle
- 858 : Benoît III, pape (° inconnue).

### XIesiècle
- 1080 : Harald III, roi de Danemark (° 1041).

### XIIesiècle
- 1111 : Robert de Molesme, moine réformateur français, fondateur de l'ordre cistercien (° 1029).La marquise de Sévigné peinte par Claude Lefebvre

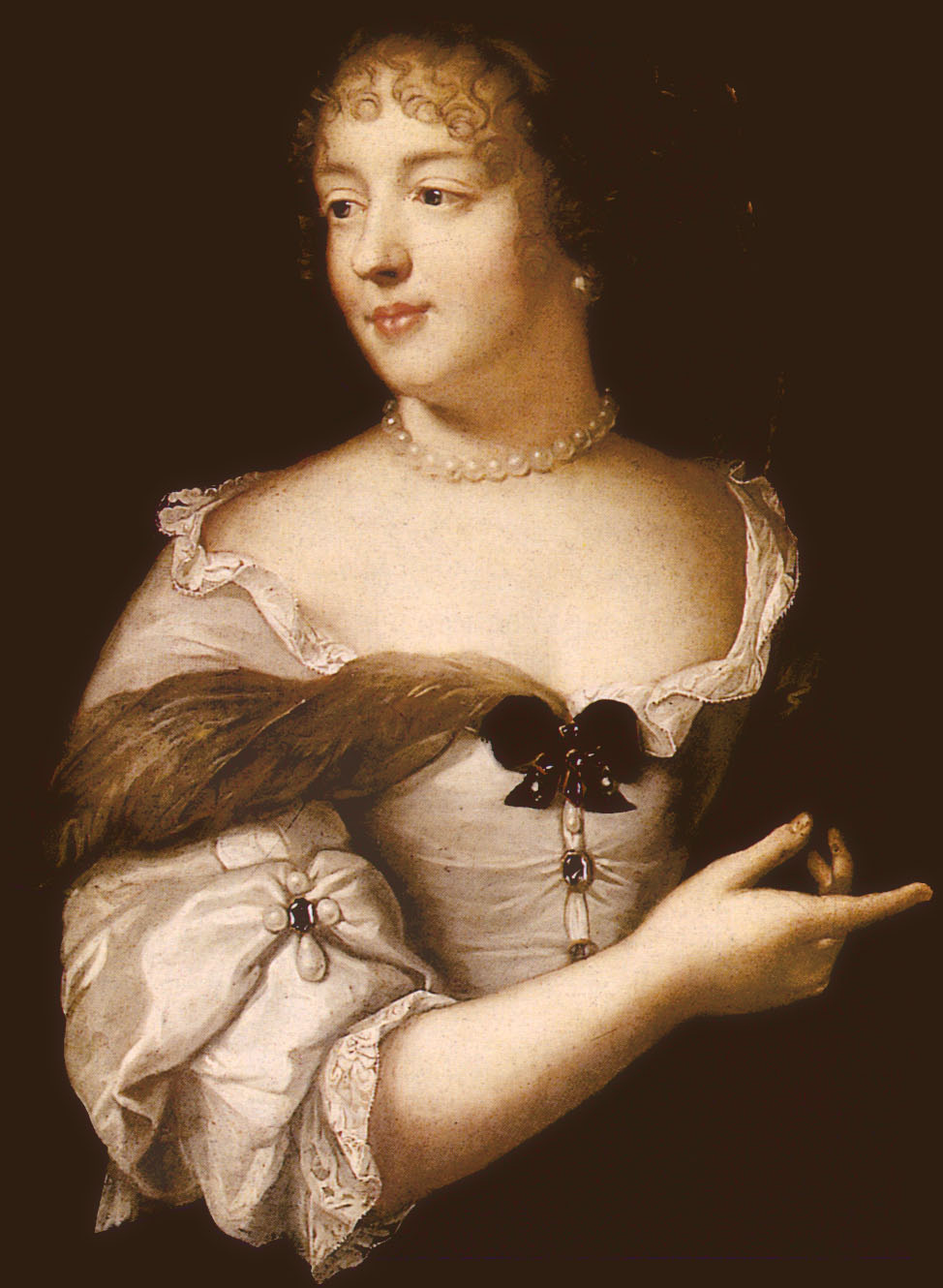
La marquise de Sévigné peinte par Claude Lefebvre

### XVesiècle
- 1427 : Jean IV de Brabant, duc de Brabant (° 11 juin 1403).

### XVIesiècle
- 1574 : Joachim Camerarius l'Ancien, érudit allemand (° 12 avril 1500).

### XVIIesiècle
- 1680 : Kateri Tekakwitha, sainte catholique amérindienne (° 1656).
- 1695 : Sor Juana (Juana Inés de Asbaje y Ramírez de Santillana dite), religieuse et écrivaine mexicaine (° 1650).
- 1696 : Mme Marie de Sévigné, épistolière française (° 5 février 1626).

### XVIIIesiècle
- 1711 : Joseph Ier du Saint-Empire, empereur romain germanique (° 26 juillet 1678).Benjamin Franklin peint par Mason Chamberlin en 1762

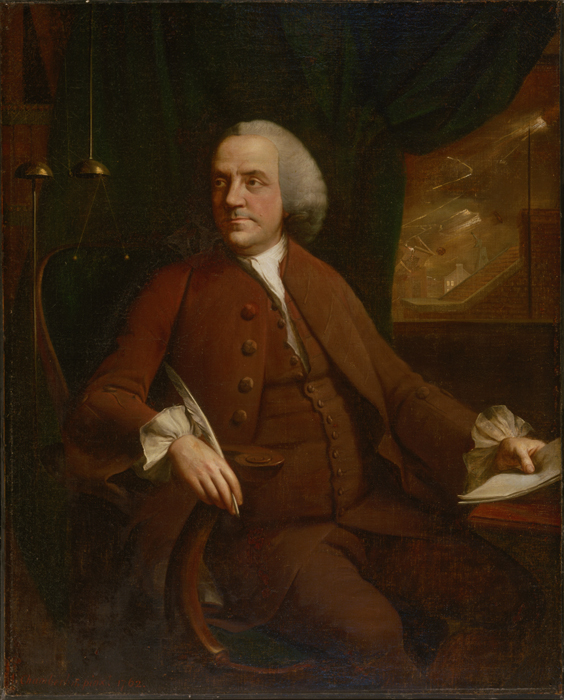
Benjamin Franklin peint par Mason Chamberlin en 1762

- 1761 : Thomas Bayes, mathématicien britannique (° v. 1702).
- 1764 : Johann Mattheson, compositeur allemand (° 28 septembre 1681).
- 1790 : Benjamin Franklin, écrivain, philosophe, physicien, inventeur et diplomate américain (° 17 janvier 1706).
- 1799 : Anne-Louise de Domangeville, noble dame française (° 24 août 1762)

### XIXesiècle
- 1821 : Jean-Pierre Louis de Fontanes, écrivain et homme politique français (° 6 mars 1757).
- 1843 : Samuel Morey, inventeur américain (° 23 octobre 1762).
- 1886 : 
  - John Ash, homme politique canadien (° 1821).
  - Hippolyte de Cornulier-Lucinière, homme politique français (° 17 juillet 1809).
- 1892 : Alexander Mackenzie, second Premier ministre du Canada (° 28 janvier 1822).

### XXesiècle
- 1932 : William Redmond, homme politique britannique puis irlandais (° 1er janvier 1886).
- 1936 : Charles Ruijs de Beerenbrouck, homme d'État néerlandais, président du Conseil des ministres des Pays-Bas de 1918 à 1925 puis de 1929 à 1933 (° 1er décembre 1873).
- 1941 : Eugène Fournier, spéléologue, géologue français (° 28 décembre 1871).
- 1942 : Jean Perrin, physicien français, prix Nobel de physique 1926 (° 30 septembre 1870).
- 1950 : Édouard Mazé, ouvrier et militant CGT français (° 1924).
- 1954 : Vadim Chernoff, artiste-peintre russe puis américain (° 24 octobre 1887).
- 1960 : Eddie Cochran, musicien de rock américain (° 3 octobre 1938).
- 1962 : Pierre Larquey, comédien français (° 10 juillet 1884).
- 1966 : Marcel Bloch, artiste peintre français (° 26 décembre 1882).
- 1967 : Red Allen, trompettiste de jazz américain (° 7 janvier 1908).
- 1970 : Henri Massis, homme de lettres et académicien français (° 21 mars 1886).
- 1975 :
  - Long Boret, homme politique cambodgien, Premier ministre depuis 1973 (° 3 janvier 1933).
  - Sarvepalli Radhakrishnan, personnalité politique indienne, président de l'Inde de 1962 à 1967 (° 5 septembre 1888).
- 1976 : Henrik Dam, biochimiste danois, prix Nobel de médecine 1943 (° 21 février 1895).
- 1984 : Claude Provost joueur de hockey sur glace québécois (° 17 septembre 1933).
- 1986 : Marcel Dassault, ingénieur, entrepreneur et constructeur d'avions français (° 22 janvier 1892).
- 1988 : Felicity Lane-Fox, pair et femme politique britannique (° 22 juin 1918).
- 1990 :
  - le révérend Ralph Abernathy, militant américain des droits civiques (° 11 mars 1926).
  - Ronald Evans, astronaute américain (° 10 novembre 1933).
- 1991 : Tadeusz Pietrzykowski, boxeur polonais (° 8 avril 1917).
- 1994 : Roger Wolcott Sperry, neurobiologiste américain, prix Nobel de médecine 1981 (° 20 août 1913).
- 1996 :
  - Piet Hein, scientifique danois (° 16 décembre 1905).
  - Adelaide Lambert, nageuse américaine (° 27 octobre 1907).
- 1997 : Chaim Herzog, militaire, diplomate et homme politique israélien, président de 1983 à 1993 (° 17 septembre 1918).
- 1998 :
  - Alberto Bovone, cardinal italien, préfet de la Congrégation pour la Cause des Saints (° 11 juin 1922).
  - Linda McCartney, photographe et musicienne américaine (° 24 septembre 1941).
- 1999 :
  - Constantin Belinsky peintre français (° 28 février 1904).
  - Ralph Messac, journaliste et avocat français (° 8 septembre 1924).
- 2000 : Piotr Glebov, acteur soviétique puis russe (° 14 avril 1915).

### XXIesiècle
- 2001 : Danica Seleskovitch, traductrice et interprète de conférence française (° 6 décembre 1921).
- 2002 : Srul Irving Glick, compositeur canadien (° 8 septembre 1934).
- 2003 :
  - Robert Atkins, médecin et nutritionniste américain (° 17 octobre 1930).
  - Jean-Pierre Dogliani, footballeur puis entraîneur français (° 17 octobre 1942).
  - Earl King, auteur compositeur et guitariste américain de blues, rock'n'roll et rythm'n'blues (° 7 février 1934).
  - Joseph Schell, biologiste et professeur d'université belge (° 20 juillet 1935).
- 2004 :
  - Bernard Cathelin, peintre, lithographe et illustrateur français (° 20 mai 1919).
  - Edmond Pidoux, écrivain et poète suisse (° 25 octobre 1908).
  - Armando Pizzinato, peintre italien (° 7 octobre 1910).
  - Abdel Aziz al-Rantissi, homme politique palestinien (° 23 octobre 1947).
- 2006 :
  - Jean Bernard, hématologue, cancérologue et académicien français (° 26 mai 1907).
  - Arthur Hertzberg, rabbin et écrivain américano-polonais (° 9 juin 1921).
- 2008 : Aimé Césaire, poète martiniquais (° 26 juin 1913).
- 2011 :
  - Osamu Dezaki ( / Dezaki Osamu ? 出﨑 統), réalisateur japonais de séries et films d'animation (animes : "Rémi sans famille", "L'île au trésor", "Astro" etc., ° 18 novembre 1943).
  - Alan Haines, dramaturge et acteur britannique (° 6 juin 1924).
  - Michael Sarrazin, acteur canadien (° 22 mai 1940).
- 2014 :
  - Gabriel García Márquez, écrivain colombien, prix Nobel de littérature en 1982 (° 6 mars 1927).
  - Voldymyr Ivanovitch Rybak, homme politique ukrainien (° 30 novembre 1971).
- 2015 : Francis George, prélat américain (° 16 janvier 1937).
- 2018 :
  - Barbara Bush née Pierce, première dame des États-Unis de 1989 à 1993 (° 8 juin 1925).
  - Philibert Randriambololona, évêque malgache (° 1er mai 1927).
  - Karl Rawer, physicien allemand devenu centenaire (° 19 avril 1913).
- 2020 : Georges Cukierman, résistant et militant communiste français (° 11 juin 1926).
- 2021 :
  - Hicham el-Bastawissi, magistrat et homme politique égyptien (° 23 mai 1951).
  - Black Rob, rappeur américain (° 8 juin 1968).
  - Hubert Faure, militaire français, avant-dernier survivant des commandos Kieffer du débarquement de Normandie et de la bataille de Normandie durant la Seconde Guerre mondiale (° 28 mai 1914).
  - Paul Helminger, homme politique luxembourgeois (° 28 octobre 1940).
  - Frank Judd, homme politique britannique (° 28 mars 1935).
  - Sebastian Koto Khoarai, prélat catholique lésothien, évêque de Mohale's Hoek (° 11 septembre 1929).
- 2022 :
  - Mireya Baltra, sociologue, journaliste et femme politique chilienne (° 25 février 1932).
  - Piergiorgio Bellocchio, écrivain et critique littéraire italien (° 15 décembre 1931).
  - Ursula Bellugi, linguiste et psychologue américaine (° 21 février 1931).
  - Jacques-André Bertrand, écrivain français (° 29 décembre 1946).
  - Radu Lupu, pianiste roumain (° 30 novembre 1945).
  - Paolo Noël, chanteur, animateur de télévision et acteur canadien (° 4 mars 1929).
  - Catherine Spaak, actrice et chanteuse franco-belge, naturalisée italienne (° 3 avril 1945).
- 2023 : 
  - Oleh Barna, homme politique ukrainien (° 18 avril 1967).
  - Gilbert Bossuyt, homme politique belge (° 26 septembre 1947).
  - Raymond Étienne, Président d'Emmaüs France (° 5 août 1940).
  - Lázár Lovász, athlète de lancers de marteau hongrois (° 24 mai 1942).
  - James Melcher, escrimeur puis gestionnaire de fonds américain (° 5 novembre 1939).
  - Ernst Oberaigner, skieur alpin autrichien (° 5 novembre 1932).
  - Marie-Odile Rethoré, médecin généticienne française (° 11 juillet 1929).
  - Chris Smith, joueur de foot U.S. américain (° 11 février 1992).
- 2024 : 
  - René Jean, joueur international puis entraîneur de rugby à XIII français (° 20 avril 1931).
  - Chips Keswick, banquier d'affaires britannique (° 2 février 1940).

## Célébrations

### Internationales
- Journée mondiale des luttes paysannes créée en 1996 au Brésil à la suite de la répression d'une manifestation par le Mouvement des sans-terre.
- Journée mondiale de l'hémophilie en mémoire de la naissance en 1926 du fondateur de la Fédération mondiale de l'hémophilie Frank Schnabel décédé en 1987.

### Nationales
- Gabon (Union africaine) : journée des femmes[10].
- Samoa américaines : flag day[11] c'est-à-dire journée du drapeau, fête nationale.
- Syrie : journée d'indépendance célébrant les derniers soldats français à quitter la Syrie et la fin du mandat français en Syrie[12].

### Saints des Églises chrétiennes

#### Saints des Églises catholiques et orthodoxes
Référencés ci-après in fine, :
- Acace de Mélitène († 435), évêque à Mélitène.
- Anicet († 166), 11e pape de 155 à 166, martyr.
- Donan d'Eigg († 614), abbé et ses compagnons martyrs sur l'île d'Eigg.
- Elie, prêtre, Paul et Isidore, moines, († 856) martyrs de Cordoue.
- Innocent de Tortone (it) († 353), 11e évêque de Tortone (cf. 28 décembre).
- Isadora († 236) et sa sœur Néophyte, martyre à Lentini (voir 4 avril les Isidore et variantes).
- Landry de Soignies († 675), 24e évêque de Meaux.
- Pantagathe de Vienne († 540), 23e évêque de Vienne.
- Pierre et Hermogène de Mélitène († 341), martyrs à Mélitène.
- Potentienne de Villanueva (es) († 435), ermite à Villanueva de la Reina.
- Simon bar Sabbae († 341), évêque de Séleucie et 1154 compagnons, martyrs sous Chapour II.
- Wandon († 756), abbé de l'abbaye Saint-Wandrille de Fontenelle.

#### Saints et bienheureux des Églises catholiques
Référencés ci-après in fine :
- Claire Gambacorti († 1420), bienheureuse religieuse dominicaine italienne.
- Étienne Harding († 1134), moine anglais de l'ordre cistercien, 3e abbé de l'abbaye de Cîteaux.
- Gervin († 1117), abbé à l'abbaye d'Audembourg.
- Henri Heath († 1643), bienheureux franciscain anglais martyr à Londres.
- Jacques de Cerqueto (it) († 1367), bienheureux ermite de saint-Augustin italien.
- Jacques Won Si-Bo (pl) († 1799), martyr à Cheongju en Corée du Sud.
- Kateri Tekakwitha († 1680), jeune mohawk convertie.
- Marie-Anne de Jésus († 1624), bienheureuse religieuse espagnole pénitente du tiers-ordre de Notre-Dame-de-la-Merci.
- Max Josef Metzger († 1944), bienheureux prêtre allemand martyr.
- Robert de la Chaise-Dieu († 1067), moine.

#### Saints orthodoxes
- Macaire de Corinthe († 1805), moine.
- Zosime de Solovki († 1478), Zosime de Solovki, cofondateur du monastère de Solovki[14], aux dates éventuellement "juliennes" / orientales.

### Prénoms du jour
Bonne fête aux Anicet et ses formes féminines : Anicette et Nicette.
Et aussi aux :
- Ewen et ses dérivés autant bretons : Evan, Even, Eventhia, Ewan, Ewon, Iwen, Uwan, etc.
- Marie-Anne  (voir encore 1er janvier, 26 juillet, 15 août).

## Traditions et superstitions

### Dictons
- « À la saint-Anicet, le soleil réapparaît. »[15]
- « Avril froid à la saint-Anicet, pain et vin donne, mai(s) froid les moissonne. »
- « Beau temps à la saint-Anicet, est l'annonce d'un bel été. »[16]

### Astrologie
- Signe du zodiaque : 28e jour du signe astrologique du Bélier.

## Toponymie

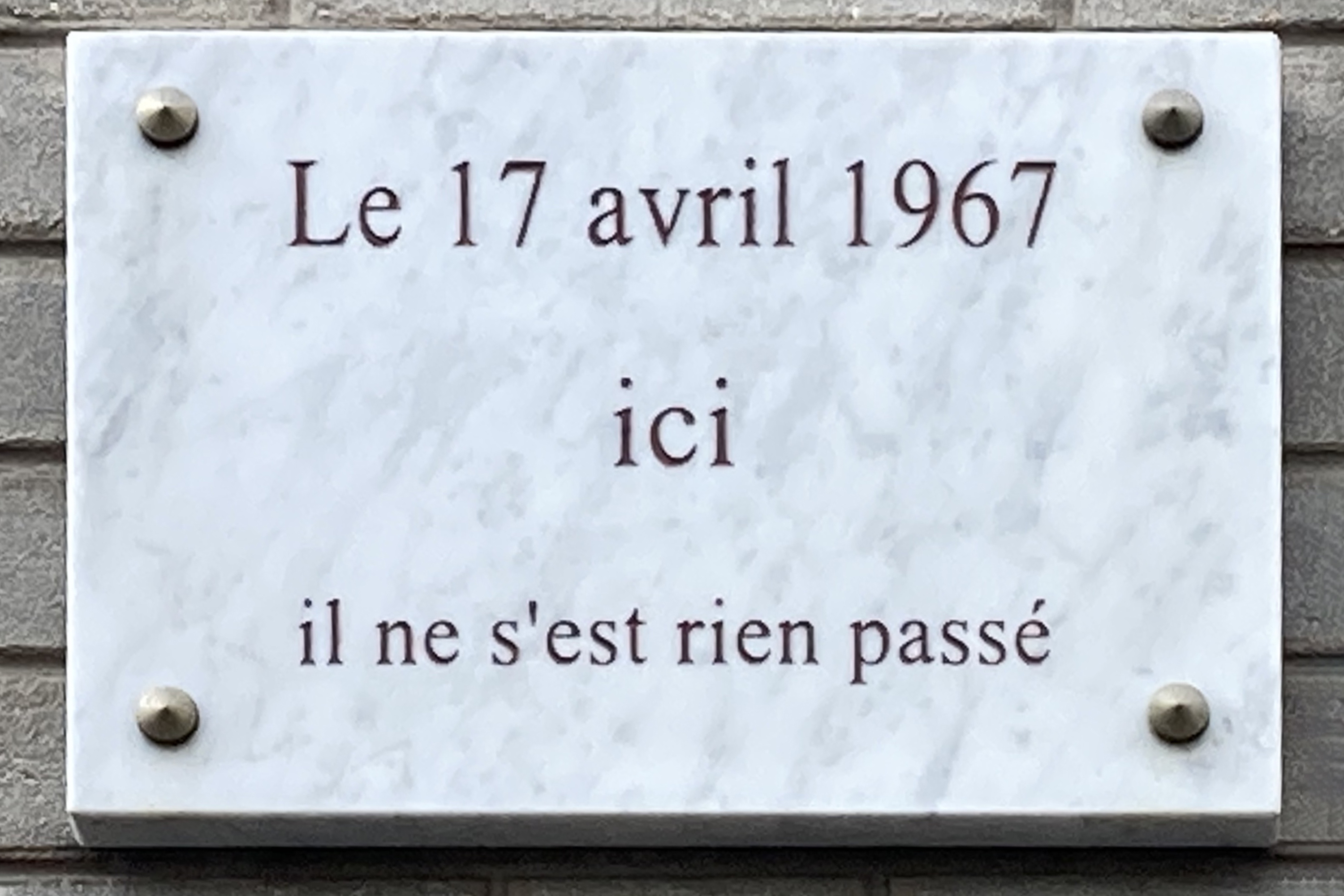
Plaque au niveau du 52 rue de Charenton à Paris 12è

Les noms de plusieurs voies, places, sites ou édifices de pays ou de régions francophones contiennent cette date, sous différentes graphies, en référence à des événements survenus à cette même date : voir Dix-Sept-Avril .